# São Tomé és Príncipe-i dobra
A dobra São Tomé és Príncipe hivatalos pénzneme. 1975. július 12-én váltotta fel a portugál escudót. 2018. január 1-jén újraértékelték a dobrát 1:1000 arányban. A bevezetés része a Banco Nacional 25. évfordulós ünnepségének. A bankjegyeket a De La Rue, a világ legnagyobb kereskedelmi bankjegynyomdája tervezte és nyomtatta, szoros együttműködésben a Banco Centrallal.

## A dobra és az euró
2009 júliusában az ország elnöke megállapodást írt alá a volt gyarmattartóval, Portugáliával, hogy a dobrát az euróhoz fogják igazítani. São Tomé és Príncipe a kötődés révén reméli, hogy az országot felkeresik a befektetők, és stabilizálódik az állam. A rögzítés 2010 januárjában lépett hatályba. E szerint 24 500 dobra ér 1 eurót. 1999-ben a Zöld-foki Köztársaság is hasonló megállapodást írt alá Portugáliával, ezt követi São Tomé és Príncipe.
A dobra 2018-as újraértékelése után 1 euró 24,5 dobra lett.

## Bankjegyek

### 2018-as sorozat
2018. január elsején bocsátották ki az új bankjegysorozatot. A bankjegyeket a De La Rue nyomdában állítják elő.
| névérték  | méret       | szín       | leírás             | leírás                                                          | dátumok   | dátumok         | dátumok     |
| névérték  | méret       | szín       | előlap             | hátlap                                                          | nyomtatás | kibocsátás      | visszavonás |
| --------- | ----------- | ---------- | ------------------ | --------------------------------------------------------------- | --------- | --------------- | ----------- |
| 5 dobra   | 130 x 67 mm | lila       | acraea insularis   | az ország térképe, crocidura thomensis                          | 2018      | 2018. január 1. | forgalomban |
| 10 dobra  | 135 x 67 mm | piros      | acraea niobe       | az ország térképe, prinia molleri                               | 2018      | 2018. január 1. | forgalomban |
| 20 dobra  | 140 x 67 mm | zöld       | charaxes barnsi    | az ország térképe, hyperolius thomensis                         | 2018      | 2018. január 1. | forgalomban |
| 50 dobra  | 145 x 67 mm | barna      | charaxes lemosi    | az ország térképe, ploceus sanctithomae                         | 2018      | 2018. január 1. | forgalomban |
| 100 dobra | 150 x 67 mm | világoskék | charaxes odysseus  | az ország térképe, mona majom (cercophithecus mona) egy ágon ül | 2018      | 2018. január 1. | forgalomban |
| 200 dobra | 155 x 67 mm | vörös      | charaxes defulvata | az ország térképe, princípe-szigeti nektármadár                 | 2018      | 2018. január 1. | forgalomban |

## Külső hivatkozások
- bankjegyek képei